# Edward Mansel (Politiker)

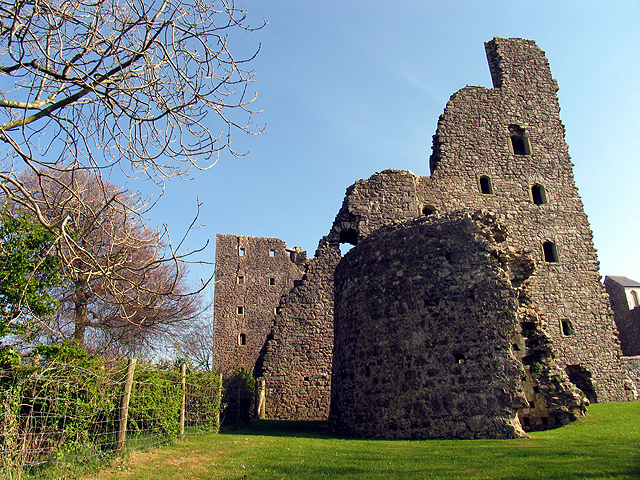
Die Ruine des von Edward Mansel erbauten Südflügels von Oxwich Castle

Sir Edward Mansel, auch Mansell (* um 1530 oder 1531; † 15. August 1585) war ein englischer Adliger und Politiker.

## Herkunft
Edward Mansel entstammte der walisischen Familie Mansel. Er war der älteste überlebende Sohn von Rhys Mansel und von dessen dritten Frau Cecily Daubridgecourt. Sein Vater war als Mitglied einer Familie des Landadels zu einem der einflussreichsten Adligen von Südwales aufgestiegen.

## Politische Tätigkeit
Edward Mansel besuchte Lincoln’s Inn und wurde noch zu Lebzeiten seines Vaters bei der Unterhauswahl im April 1554 als Knight of the Shire für Glamorgan gewählt. Nach dem Tod seines Vaters 1559 erbte Edward dessen Güter in Südwales. Er bekleidete zahlreiche Ämter in Wales, darunter ab Oktober 1554 das des Chamberlain von Cheshire und von 1575 bis 1576 das des Sheriff von Glamorgan. Trotz dieser Ämter war er dennoch mehrfach in Schmuggelgeschäfte und Strandraub verwickelt. 1572 wurde er zum Ritter geschlagen.
1557 war Mansel mit Sir George Herbert aus Swansea über die Rechte an einem Schiffswrack in Streit geraten. Dieser führte im Dezember zu einer gewalttätigen Auseinandersetzung vor Mansels Herrenhaus Oxwich Castle, bei dem eine Tante von ihm tödlich verwundet wurde. Der Konflikt belastete auch in den nächsten Jahren die Beziehungen zwischen den Familien Mansel und Herbert. Mansel  ließ das Herrenhaus Oxwich Castle auf der Halbinsel Gower großzügig erweitern, womit er sich vermutlich finanziell übernahm. Dies und die Gegnerschaft der Familie Herbert verhinderten vermutlich, dass Mansel die politische Bedeutung seines Vaters erlangte.

## Ehe und Nachkommen
Mansel hatte nach 1559 Jane Somerset, die jüngste Tochter von Henry Somerset, 2. Earl of Worcester geheiratet. Somerset gehörte zu den größten Grundbesitzern in Südwales und war der Dienstherr von Mansels Vater gewesen. Mit seiner Frau hatte Mansel mehrere Kinder, darunter:
- Thomas Mansel (um 1556–1631)
- Francis Mansel († um 1628)
- Robert Mansell († 1652)
- Elisabeth Mansel († nach 1621) ⚭ Sir Walter Rice[2]

Sein Haupterbe wurde sein ältester Sohn Thomas, sein zweitältester Sohn Francis begründete die Familie Mansel in Muddlescombe in Carmarthenshire. Sein Sohn Robert wurde Schatzmeister der Royal Navy und Vizeadmiral.  